# Antonio Pettigrew
Antonio Pettigrew (Macon, 3 novembre 1967 – Apex, 9 agosto 2010) è stato un velocista statunitense, campione mondiale dei 400 metri piani a Tokyo 1991.

## Biografia

### La carriera sportiva
Nel 1991, ai Mondiali di Tokyo, vinse l'oro nei 400 metri piani e l'argento nella staffetta 4×400 metri. In quest'ultima specialità tagliarono per primi il traguardo tre volte (1997, 1999 e 2001) ma furono poi squalificati per doping e stabilì, insieme a Jerome Young, Tyree Washington (di cui fu allenatore) e Michael Johnson, il record mondiale della distanza il 22 luglio 1998 con il tempo di 2'54"20 (record annullato sempre per doping).
Nel 2000 vinse l'oro con la staffetta 4×400 metri ai Giochi olimpici di Sydney, medaglia ritirata otto anni dopo quando, a seguito delle squalifiche dei fratelli Alvin e Calvin Harrison e di Jerome Young, lo stesso Pettigrew ammise l'uso di sostanze dopanti.
Anche le medaglie conquistate con la staffetta 4×400 m ai Mondiali del 1997, 1999 e 2001 gli furono ritirate, così come venne annullato il record mondiale della specialità.

### Il ritiro e la morte prematura
Dopo il ritiro dall'attività agonistica divenne assistente allenatore all'Università della Carolina del Nord a Chapel Hill, la stessa dove Michael Jordan giocò a pallacanestro.
Il 10 agosto 2010 l'Università della Carolina del Nord a Chapel Hill diramó la notizia del ritrovamento del cadavere dell'ex quattrocentista. Il 13 ottobre 2010 i risultati dell'autopsia confermarono che si trattò di suicidio.

## Palmarès
| Anno | Manifestazione  | Sede      | Evento      | Risultato | Prestazione | Note  |
| ---- | --------------- | --------- | ----------- | --------- | ----------- | ----- |
| 1991 | Mondiali        | Tokyo     | 400 m piani | Oro       | 44"57       |       |
| 1991 | Mondiali        | Tokyo     | 4×400 m     | Argento   | 2'57"57     |       |
| 1993 | Mondiali        | Stoccarda | 4×400 m     | Oro       | 2'54"29     | [ 6 ] |
| 2000 | Giochi olimpici | Sydney    | 400 m piani | dq        | dq          |       |
| 2000 | Giochi olimpici | Sydney    | 4×400 m     | dq        | dq          |       |

## Campionati nazionali
- 4 volte campione nazionale dei 400 m piani (1989, 1991, 1994, 1997)

## Altre competizioni internazionali
1989
- 5º in Coppa del mondo ( Barcellona), 400 m piani - 45"30
- Argento in Coppa del mondo ( Barcellona), 4×400 m - 3'00"99

1992
- 4º in Coppa del mondo ( L'Avana), 4×400 m - 3'03"80

1994
- Argento alla Grand Prix Final ( Parigi), 400 m piani - 45"26
- Oro in Coppa del mondo ( Londra), 400 m piani - 45"26